# Эннеди (регион)
Энне́ди (фр. Ennedi, араб. منطقة إنيدي‎) — бывший административный регион в Республике Чад. Название своё регион получил по горному плато Эннеди.
- Административный центр — город Фада.
- Площадь — 211 000 км², население — 173 606 человек (2009 год).

## География
Регион Эннеди находился в северо-восточной части Чада. На западе граничил с регионом Борку, на юге с регионом Вади-Фера, на востоке с Суданом, на севере с Ливией.

## История
Образован 19 февраля 2008 года в ходе административной реформы Чада из бывшего региона Борку-Эннеди-Тибести. В 2012 году был разделён на два региона — Западный Эннеди и Восточный Эннеди.

## Административное деление
В административном отношении регион подразделялся на два департамента, которые включали в себя десять подпрефектур:
- Эннеди
  - Фада
  - Гуро
  - Калаит
  - Нохи
  - Унианга
- Вади-Хавар
  - Ам-Джерес
  - Бао-Билиа
  - Бахаи
  - Каура
  - Мурди-Джуна

## Достопримечательности
- Гвени-Фада
- Аршей (гельта)
- Унианга (система озёр)
- Йоа (озеро)
- Катам